# Tàu điện động lực phân tán loại Chủ thể
Tàu điện động lực phân tán loại Chủ thể (tiếng Hàn Quốc: 주체) là một tổ hợp đầu máy tàu điện động lực phân tán gồm 4 phần được xây dựng bởi Xí nghiệp đầu máy điện Kim Chong-t'ae vào năm 1976, nhằm phục vụ tàu cao tốc cho Đường sắt Nhà nước Triều Tiên.

## Miêu tả
Xe lửa điện đã từng được sử dụng ở Triều Tiên trước chiến tranh bởi tuyến Đường sắt điện Kŭmgangsan, và chúng đã được Đường sắt Nhà nước Triều Tiên sử dụng cho đến khi tuyến đường này bị phá hủy trong Chiến tranh Triều Tiên, và không còn xe lửa điện nào được sử dụng cho nhiều năm sau đó. Tuy nhiên, việc khánh thành hệ thống tàu điện ngầm Bình Nhưỡng vào năm 1973, cùng với sự chú ý trên toàn thế giới về các tàu điện có tốc độ cao như Shinkansen của Nhật Bản được đưa vào hoạt động năm 1964 và loại ER200 do Đường sắt Liên Xô giới thiệu vào năm 1974, đã dẫn dắt Bộ Đường sắt chỉ đạo các nỗ lực hướng tới việc phát triển tàu cao tốc cho Triều Tiên, dẫn đến sự ra đời của đoàn tàu điện đầu tiên của Triều Tiên, tàu điện động lực phân tán loại Chủ thể, vào năm 1976. Bên ngoài, đoàn tàu này bao gồm bốn toa có hình dáng tương tự như đầu máy 181 được Đường sắt Quốc gia Nhật Bản sử dụng trên tuyến tốc hành hạn chế Kodama trong ngày; Trong nội bộ, mặc dù toàn bộ điện khí hóa của Triều Tiên là 3000 V DC, tàu điện động lực phân tán loại Chủ thể được xây dựng để vận hành hai hệ thống - có thể nhằm hướng tới hoạt động trong tương lai ở Hàn Quốc, nơi điện khí hóa AC được sử dụng.

## Hoạt động
Những lần chạy thử nghiệm đã được thực hiện xung quanh thủ đô Bình Nhưỡng, nhưng không có chiếc đầu máy nào được chế tạo thêm, điều đó cho thấy rằng thử nghiệm được coi là thất bại. Đầu máy này vẫn được lưu trữ cho đến năm 1998, khi nó được nâng cấp, sơn lại và được đưa vào sử dụng trên dịch vụ đi lại hàng ngày cho các nhà khoa học giữa tuyến Bình Nhưỡng và tuyến Paesanjŏm, phải mất đến một tiếng đồng hồ để đi hết 38 km (24 mi) của mỗi chiều đi.